# Johannes X. (Papst)

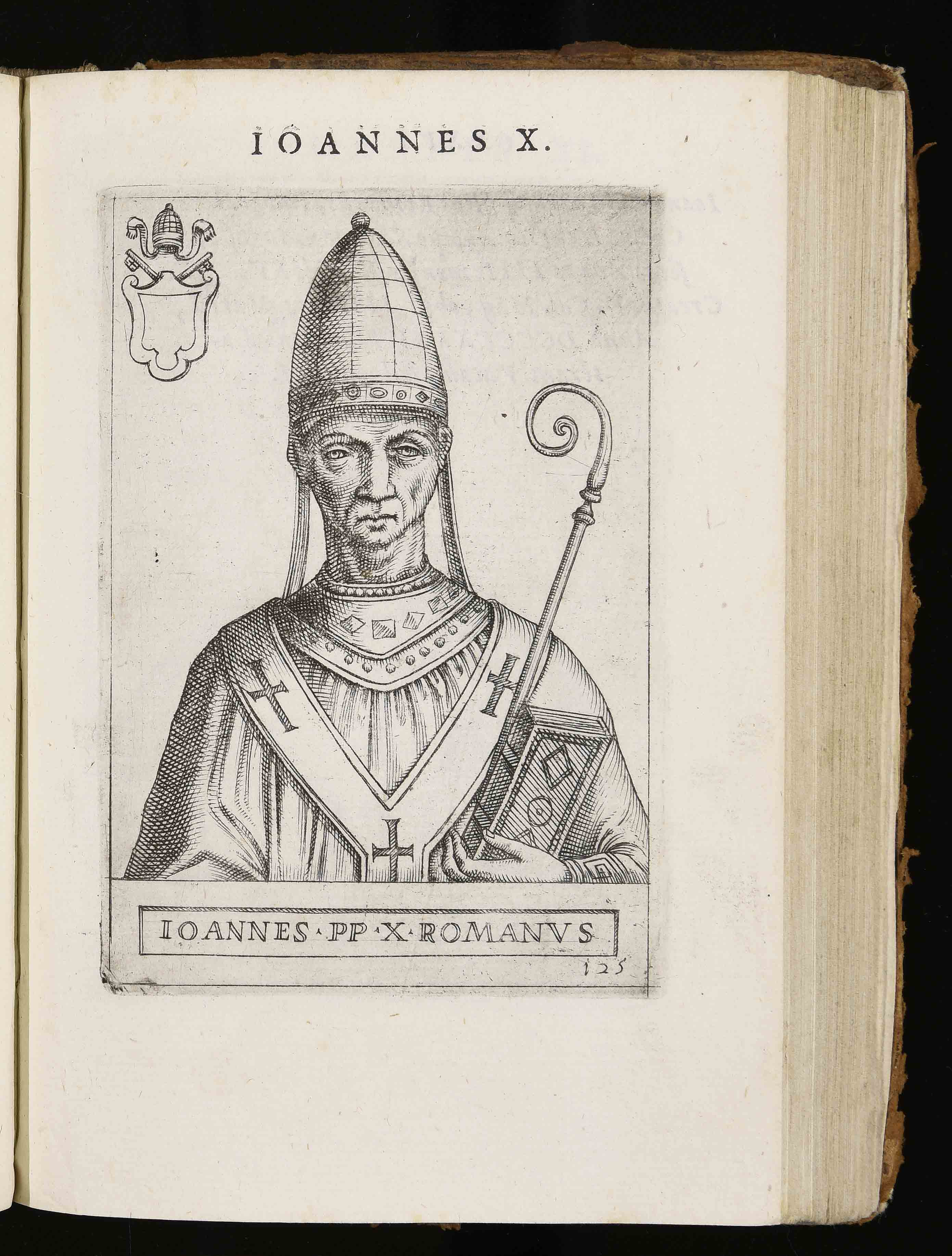
Papst Johannes X. (Darstellung von Giovanni Battista de' Cavalieri von 1580)

Johannes X. (* 860 in Tossignano bei Imola; † 929 in Rom) war Papst von 914 bis 928.

## Vor seinem Pontifikat
Johannes stammte aus der Familie der Cenci aus Tossignano bei Imola. Vor seiner Wahl war er Bischof von Bologna und ab 905 Erzbischof von Ravenna. Ausschlaggebend für seine Wahl war wohl seine Nähe zum italischen König Berengar I. und zum damals in Rom maßgebenden Machtkreis um den Konsul und Senator Theophylakt I. von Tusculum. Nach der Meinung seines Zeitgenossen Liutprand von Cremona wurde er nur deswegen zum Papst gewählt, weil er eine „enge Beziehung“ mit Theophylakts Frau Theodora unterhielt, der Mutter von Marozia, die von ihm angeblich sogar eine Tochter hatte. Später veranlasste Johannes die Heirat Marozias mit Alberich I., dem Sohn des Alberich von Tusculum.

## Pontifikat
Johannes X. versuchte, die Macht des Papstes in Italien wiederherzustellen. Er schloss mit anderen italienischen Staaten ein Bündnis gegen die Sarazenen und errang 915 gegen sie einen Sieg in der Schlacht am Garigliano. 915 krönte er Berengar I. zum Kaiser. Die Gründe für diese Krönung sind kaum klar zu benennen. Als wahrscheinlich erscheint, dass Johannes seit seiner Zeit in Ravenna über gute Erfahrungen im Umgang mit Berengar verfügte und der Idee der Erneuerung der alten Reichstradition durchaus aufgeschlossen gegenüberstand.
Die religiösen Beziehungen zwischen Rom und Byzanz waren trotz der politischen Zusammenarbeit gegen die Sarazenen nicht die besten. Durch die Entscheidung des Papstes Sergius III., im innerbyzantinischen Tetragamiestreit zwischen Patriarch Nikolaos Mystikos und Kaiser Leo VI. über die Erlaubtheit der vierten Ehe für den Kaiser Partei zu ergreifen, kam es nach Leos VI. Tod 912 zur Verschlechterung der Beziehungen. Der byzantinische Patriarch verlangte Genugtuung päpstlicherseits, weil er als Folge des Streits für eine bestimmte Zeit ins Exil hatte gehen müssen. 920 reiste eine starke byzantinische Delegation nach Rom, die dem Papst die Schreiben sowohl des Patriarchen als auch des neuen Kaisers Konstantin VII. Porphyrogennetos überbringen sollte. Sie kam jedoch nie nach Rom wegen der in Süditalien ausgebrochenen Revolte des Fürsten Landulf von Capua. Deswegen unternahm der Patriarch 922 wiederum einen Versuch, an den Papst zu schreiben, und war diesmal damit erfolgreich. Johannes X. sah darin die Möglichkeit einer aktiveren Kirchenpolitik auf dem Balkan, kam den Wünschen des Patriarchen entgegen und sandte eine Delegation nach Konstantinopel, die von den Papstlegaten Theophylakt und Carus geleitet wurde.
Gleichzeitig sollten die Legaten ihre Reise dazu nutzen, auf den bulgarischen Fürsten Simeon I. Einfluss zu nehmen. Die Legaten hatten den Auftrag, von Konstantinopel aus in Simeons Feldlager zu reisen, ihm ein päpstliches Schreiben zu überbringen und zum Frieden zu mahnen. Der Patriarch aber vereitelte diese Pläne, indem er seinerseits an Simeon schrieb und ihm von der Friedensbotschaft des Papstes berichtete, während er den Papstlegaten die Reise ins Bulgarenland unter dem Vorwand, ihre Sicherheit sei beeinträchtigt, verbot. Die Tatsache, dass 924 zwischen Byzanz und Bulgaren ein Friede geschlossen wurde und Simeon die Zarenwürde zuerkannt bekam, stärkte seine Bindung an die griechisch-orthodoxe Kirche. Jedoch ließ der Papst seine Bestrebungen nicht fallen, auf die Bulgaren Einfluss zu nehmen. Er sandte bald eine andere Gesandtschaft zu Simeon, um einen Frieden zwischen den Bulgaren und den Kroaten zu vermitteln.

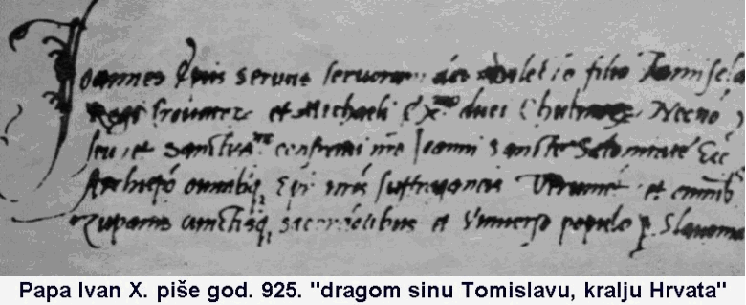
Ausschnitt aus dem Schreiben des Papstes aus dem Jahr 925 an seinem „lieben Sohn Tomislav, König der Kroaten“ („Joannes episcopus seruus seruorum dei dilecto filio Tamisclao regi Croatorum“).

Im Jahr 925 sandte Johannes X. einen Brief an den kroatischen Knes Tomislav, in dem er ihn als „König der Kroaten“ („Tamisclao regi Croatorum“) bezeichnete. Es ist davon auszugehen, dass sich Tomislav den Titel rex selbst zugelegt hatte und der Papst nur bestehende Verhältnisse anerkannte. Gleichzeitig suggerierte Johannes X. mit dieser Botschaft, dass das kroatische Königreich seine Begründung dem Papsttum verdanke. Man kann auch davon ausgehen, dass es für Tomislav von gewisser Bedeutung war, seine neue Würde durch Rom gestärkt zu sehen.
Johannes X. lehnte gleichwohl jegliche Duldung der Lehren des Methodios ab und mahnte den Bischof Johannes von Split, den Gebrauch der slawischen Sprache im Gottesdienst abzuschaffen. Auf dem von Papstlegaten 925 in Split einberufenen Konzil wurden die Fragen der Kirchenzucht und der kirchlichen Organisation Kroatiens eingehend erörtert. Auf diesem Konzil kam es zum Konflikt zwischen dem Verfechter der die Volkssprache respektierenden Strömung in der kroatischen Kirche, dem Bischof Gregor von Nin, und dem papsttreuen Erzbischof Johannes von Split. 926 endete dieser Konflikt in der Verbannung Gregors in seine Bischofsstadt Nin und der Anerkennung der Metropolitanrechte Johannes’ von Split. Die Versuche, die Liturgiesprache zu latenisieren, wurden jedoch aufgegeben.

## Absetzung
Papst Johannes X. wurde 928 abgesetzt, wobei die Gründe nicht ganz klar sind. Einerseits wurde dem Papst sein Bündnis mit dem König Hugo von Italien vorgeworfen, durch welches sich der römische Adel und Marozia, die zu diesem Zeitpunkt eine beherrschende Rolle in der Stadthierarchie spielte, wohl bedroht fühlten. Andererseits könnte die Förderung seines Bruders Petrus, der die Würde eines Markgrafen besaß, dem Papst zum Verhängnis geworden sein. 927 wurde Petrus aus Rom vertrieben, kehrte aber kurze Zeit später wieder zurück. Da im gleichen Jahr die Magyaren in Italien eingefallen waren, machte man dem Bruder des Papstes den Vorwurf, er habe sie ins Land gerufen. Daraufhin wurde Petrus vor den Augen des Johannes X. im Lateranpalast von Anhängern Widos und Marozias erschlagen. Johannes X. wurde kurz nach diesen Ereignissen im Jahre 928 in der Engelsburg ins Gefängnis geworfen, wobei die Quellen undeutlich von einer Absetzung durch das Urteil des „ganzen römischen Volkes“ (omni populo Romani) sprechen. Dies könnte ein Indiz für ein Depositionsverfahren gewesen sein, dessen Einzelheiten aber nicht bekannt sind. Johannes X. wurde 929 im Kerker ermordet – wahrscheinlich auf Veranlassung Marozias.
Er ist als 1. Papst in der Lateranbasilika San Giovanni in Laterano beerdigt.

## Rezeption
Das Pontifikat Johannes’ X. ragt nach Meinung vieler Experten über viele andere seiner Zeit hinaus, obwohl er in Rom selber ziemlich wenig Spuren hinterlassen hatte. Er zählte zu den Förderern der Sängerschule und zahlreicher Klöster in der Ewigen Stadt. Unter seiner Regierung wurde weiterhin an der Wiederherstellung des Lateran gearbeitet.